# Ramallah (zespół muzyczny)
Ramallah – amerykańska grupa muzyczna wykonująca hardcore, istniejąca od 2002 do marca 2007 oraz od 2013, w którym zespół powrócił na festiwalu This Is Hardcore.

## Muzycy
Skład z 2020
- Rob Lind – wokalista (Blood For Blood)
- Jason Eick – gitara elektryczna
- Alan Tomaszewski – gitara elektryczna
- Rob Robles – gitara basowa
- Libor Hadrava – perkusja

Wcześniejsi muzycy
- Tim Nycek – perkusja
- Jeff Gunnels – gitara elektryczna
- Keith Bennet – gitara basowa
- Mike Gayten – gitara elektryczna
- Ben - instrumenty klawiszowe
- Neil „The Brute” Dike (Blood for Blood) – perkusja

## Dyskografia
Minialbumy
- 2002: But A Whimper[2] (reedycja w 2005 roku z dwoma dodatkowymi utworami[3])[4]
- 2015: Back From The Land Of Nod[5]

Albumy pełne
- 2005: Kill A Celebrity (Thorp Records)[6][7]
- 2020: The Last Gasp Of Street Rock N’ Roll (Sailor’s Grave Records)[8][9]

Albumy koncertowe
- 2018: Live 2017 (własnym sumptem)[10]

Split
- 2015: z Sinners & Saints (State Line Records / Last Punk Rockers)[11][12][13]

Single
- 2015: The Truth… It’s Colder Than a Morgue Slab and Harder Than a Coffin Nail (State Line Records)[14]
- 2016: For All My Dead Girls (własnym sumptem)[15]
- 2017: Just One Shot (własnym sumptem)[16]

## Teledyski
- 2006: "The Horror And The Gag"[17]
- 2020: "Dead Girls & Dead Boys Anthem"[18]